# Пастереллёз
Пастереллёз (геморрагическая септицемия) — острая зоонозная инфекционная болезнь, для которой характерны лихорадка, интоксикация, воспаления кожи, подкожной клетчатки, артриты, остеомиелиты.

## Этиология и патогенез
Возбудителем пастереллёза является грамоотрицательная, неподвижная овоидная палочка Pasteurella multocida. Этот микроорганизм очень хорошо растёт и размножается на обычных питательных средах. У Pasteurella multocida при окраске по Романовскому — Гимзе отмечается биполярность. Достаточно неустойчив в окружающей среде, при нагревании и дезинфекции погибает. В земле может находиться порядка 3—4 дней. Выделяют 4 серотипа пастереллы А, В, D и Е. Также микроб способен вырабатывать экзотоксин. Возбудители заболевания условно патогенны.
Воротами инфекции, как правило, является кожа на месте укуса животного. Возможно гематогенное распространение Pasteurella multocida с развитием очагов в различных органах.
Вирулентные пастереллы интенсивно размножаются в месте внедрения в организм и быстро проникают в кровь, вызывая септицемию. Генерализации инфекции и подавлению фагоцитоза способствуют выделяемые микробами агрессины. В результате повреждения кровеносных капилляров развивается геморрагический диатез, появляются обширные отёки подкожной и межмышечной клетчатки. Если заболевание принимает затяжной характер, действие токсинов на ткани обусловливает развитие некротических процессов в различных органах и, в первую очередь в лёгких.

## Патологоанатомические изменения
При вскрытии трупов животных, павших при сверхостром и остром течении пастереллёза, находят множественные кровоизлияния на слизистых и серозных покровах. Особенно много их на слизистой гортани, трахеи, перикарде. Лимфатические узлы увеличены, отёчны. Нередко устанавливают пневмонию. В ткани лёгких обнаруживают инкапсулированные очаги некроза.

## Эпидемиология
Данное заболевание у людей регистрируется редко. До середины XX века было описано менее ста случаев инфекции у людей. Затем заболевание стало регистрироваться не более 5 раз в год. Источником инфекции служат многие виды животных. Чаще всего пастереллёз развивается в результате укусов кошек и собак. Возможно также проникновение заболевания через слизистые оболочки. От человека к человеку случаев заражения не наблюдалось.
Пастереллёз предварительно назван причиной массовой гибели сайгаков в Центральном Казахстане, в частности, в Амангельдинском районе Костанайской области.

## Диагностика
При диагностике пастереллёза следует учитывать эпидемиологический фактор. Наиболее информативным симптомом заболевания является появление выраженных воспалительных патологий, однако для стопроцентного подтверждения диагноза нужно исследовать возбудитель, выделяемого из крови, гноя абсцессов, спинномозговой жидкости.

## Лечение и профилактика
Основными лекарственными препаратами при лечении заболевания являются пенициллин и тетрациклин, курс и доза лечения которыми определяется в зависимости от течения болезни.
Профилактическими мероприятиями заболевания являются предосторожности при уходе за животными.

## Эпизоотологические данные в ветеринарии
К пастереллёзу восприимчивы крупный рогатый скот, буйволы, олени, овцы, свиньи, лошади, многие виды диких животных, а также все виды домашней и дикой птицы. Молодняк более восприимчив, чем взрослые. Из лабораторных животных особенно легко заражаются кролики и белые мыши.

## Постановка диагноза у животных
Его ставят комплексно с учётом клинических, эпизоотологических, патологоанатомических данных. Пастереллез крупного рогатого скота необходимо дифференцировать от сибирской язвы, эмфизематозного карбункула, повального воспаления лёгких и чумы. Пастереллез свиней следует отличать от чумы свиней, сибирской язвы, сальмонеллеза и рожи, а овец и коз-от бабезиоза. Пастереллез птиц(кур) необходимо отличать от чумы и тифа.